# One Step Closer
"One Step Closer" é uma canção da banda norte-americana Linkin Park. Presente em seu álbum de estreia Hybrid Theory, foi composta pelos integrantes do grupo e produzida por Don Gilmore, sendo gravada no início de 2000 nos estúdios NRG Recording, em North Hollywood, Califórnia. Inicialmente nomeada "Plaster", a obra teve sua composição realizada no apartamento de Mike Shinoda, ao decorrer das sessões de gravação do disco, assim que a banda não conseguiu finalizar "Runaway". A sua criação foi inspirada pela insatisfação que o grupo sentia em relação à produção do álbum e à Warner Bros. Records, além da constante rejeição de Gilmore para com as letras que eles compunham. Também serviu como uma resposta para um empresário musical que tentou convencer Chester Bennington para uma carreira solo.
Lançada simultaneamente como o single de estreia de Linkin Park e o primeiro foco de promoção de Hybrid Theory, a faixa foi enviada para as rádios norte-americanas em 29 de agosto de 2000. Posteriormente, a Warner Bros. lançou a canção a nível mundial em 15 de janeiro de 2001, comercializando-a em formato de CD, fita cassete e vinil, este último contendo "My December" no lado B. A obra foi remixada sob o título "1stp Klosr", com a participação de The Humble Brothers e de Jonathan Davis, para a compilação Reanimation. Em termos musicais, "One Step Closer" deriva de nu metal e expressa liricamente o sentimento de frustração ao se encontrar no limite para suportar.
Os críticos de música ficaram divididos em suas análises à canção, com alguns elogiando-a como uma das melhores do disco, enquanto outros depreciaram suas letras. A obra alcançou a septuagésima quinta posição na Billboard Hot 100 dos Estados Unidos, onde a Recording Industry Association of America (RIAA) atribuiu-lhe uma certificação de platina. Obteve um desempenho igualmente moderado no continente europeu, entrando em paradas de países como a Alemanha, Áustria, Itália, Reino Unido e Suíça. Contudo, foi na Austrália que conquistou sua melhor colocação, conseguindo chegar ao quarto lugar na ARIA Singles Chart, e mais tarde a Australian Recording Industry Association (ARIA) certificou o single com disco de ouro.
Dirigido por Gregory Dark, o videoclipe acompanhante foi lançado na iTunes Store em 8 de janeiro de 2001. O trabalho foi descrito por Shinoda como "muito verde e muito escuro" e apresenta a banda tocando a faixa num local subterrâneo, ao passo que monges flutuantes fazem movimentos oriundos de artes marciais, ambos observados secretamente por dois jovens, que terminam por fugir ao serem notados. Além de estar frequentemente nas apresentações ao vivo do grupo, "One Step Closer" fez aparições na trilha sonora do filme Dracula 2000, num episódio da telessérie ER e nos jogos eletrônicos Rock Band 2 (2008), Guitar Hero On Tour: Decades (2008) e 8-Bit Rebellion! (2010), este último baseado no próprio Linkin Park. Foi ainda alvo de regravações por parte de outros artistas, como a banda Motionless in White, e parodiada pelo conjunto Richard Cheese.

## Antecedentes e desenvolvimento
Eles [Linkin Park] estavam trabalhando em "One Step Closer" — a canção foi escrita no estúdio — estavam trabalhando no riff e estavam escrevendo as letras, e estas estavam fluindo bem. E então era hora de cantar. E Chester canta a canção inteira, mas depois temos a ponte, o colapso no meio da música — a parte de 'Cala a boca quando eu estiver falando contigo' — e houve muita coisa indo e vindo, e eles não conseguiam encontrar o que queriam dizer. Havia letras diferentes escritas, estávamos dizendo que talvez pudesse ser uma seção musical, e então Mike e Chester entraram com isso, e Chester saiu e cantou e foi simplesmente avassalador. Derrubou as paredes no pequeno forte [estúdio]. Quando ele cantou, literalmente destruiu tudo e quase quebrou o microfone. Estava fora de si. E o resto é história.

Don Gilmore a explicar a gravação para a ponte da canção
A banda quando fundada em 1996 era nomeada Xero e integrada pelos guitarristas Brad Delson e Mike Shinoda (também vocalista), o baterista Rob Bourdon, o DJ Joe Hahn, o baixista Dave Farrell e o vocalista principal Mark Wakefield. No ano de formação, eles gravaram seu primeiro material num estúdio improvisado de Shinoda; terminaram por fracassar em obter um contrato. Frustrado com o fracasso, Wakefield abandonou o projeto, e entre os candidatos para assumir seu posto estava Chester Bennington. Indicado por Jeff Blue, vice-presidente de coordenação de A&R da gravadora Zomba Music, Bennington era ex-membro de uma banda recém-separada chamada Grey Daze. Blue enviou a ele duas fitas do material já gravado de Xero — uma delas contendo os vocais de Wakefield e outra com apenas as faixas instrumentais — pedindo sua "interpretação das músicas". Chester escreveu novas letras e as gravou sobre os instrumentais, enviando as fitas a Blue novamente. Impressionada com sua capacidade vocal, a banda acabou o integrando a si. Sob o nome Hybrid Theory, lançaram de forma independente um EP de mesmo nome, mas, devido a um grupo de música eletrônica galês de nome Hybrid, tiveram de fazer uma mudança para evitar problemas legais, decidindo assim nomear a banda de Linkin Park, em referência ao Lincoln Park, onde costumavam ter encontros. Em 1999, gravaram uma fita demo, que foi apresentada a várias gravadoras, e enfrentaram rejeições até por fim, naquele ano, assinarem com a Warner Bros. Records. A banda conseguiu o contrato por recomendação do vice-presidente da gravadora Jeff Blue, já não mais da Zomba Music. Antes da gravação de seu álbum de estreia, o grupo, por ser principiante, teve inicialmente dificuldade em encontrar um produtor musical disposto; Don Gilmore, contudo, concordou em liderar o projeto.
Durante as sessões de gravação, por pressão de Gilmore, Chester e Mike chegaram a reescrever algumas músicas trinta vezes seguidas; quando Bennington entregava as letras para o produtor, ele as devolvia de imediato, o que deixou o vocalista fora de si. Passando duas semanas seguidas em estúdio, a banda tentara sem sucesso finalizar uma faixa do álbum chamada "Runaway". A insatisfação para com a produção do disco e a gravadora os fez compor no então apartamento de Mike uma demo intitulada "Plaster", cujo título acabou alterado para "One Step Closer", segundo Shinoda, por este ser "talvez um pouco mais descritivo". De acordo com ele, o tema foi escrito num momento em que "as coisas (...) estavam ficando um pouco estressantes. Nós estávamos no final das nossas cordas, por assim dizer". As letras de "One Step Closer" foram ainda inspiradas numa tentativa de um executivo do meio fonográfico de convencer Chester a abandonar a banda para uma carreira solo.
Assim como as demais faixas de Hybrid Theory, a gravação de "One Step Closer" decorreu no início de 2000 nos estúdios NRG Recording, localizados em North Hollywood, na Califórnia. Brad Delson, Rob Bourdon e Joe Hahn forneceram vocais de apoio, enquanto Mike Shinoda contribuiu com vocais, além dos de Bennington, para a obra. Jeff Blue e Andy Wallace encarregaram-se respectivamente de sua produção executiva e sua mixagem, que decorreu no estúdio Soundtrack, em Nova Iorque, e Scott Koziol foi um músico adicional para o baixo.

## Lançamento e uso na mídia
"One Step Closer" foi primeiramente enviada às rádios dos Estados Unidos, em 29 de agosto de 2000, servindo ao mesmo tempo como o single de estreia da banda e primeiro foco de promoção de Hybrid Theory. Em 15 de janeiro de 2001, foi lançado na Europa e Austrália um CD com a faixa, seguida de "My December" e "High Voltage", as quais apareceram somente em edições especias de Hybrid Theory, e o vídeo musical da obra como conteúdo bônus. No Reino Unido, começou a ser comercializada em disco de vinil na mesma data, com "My December" no lado B. Foi ainda regravada com a participação de The Humble Brothers e Jonathan Davis, sendo renomeada para "1stp Klosr" e incluída em Reanimation (2002), álbum de remixes do grupo. Posteriormente, esteve presente num mashup com "Points of Authority" e "99 Problems", em parceira com o rapper Jay-Z, gravado para o EP Collision Course (2004).
Uma versão inicial da canção serviu, de agosto a novembro de 2000, como tema de Nova no programa ECW. No mesmo ano, a faixa apareceu nos filmes Das Experiment e Dracula 2000, no qual integrou ainda sua trilha sonora. Também figurou nos jogos eletrônicos Rock Band 2 e Guitar Hero On Tour: Decades, ambos de 2008, e na trilha sonora do jogo do próprio Linkin Park, 8-Bit Rebellion! (2010). Ademais, "One Step Closer" foi inserida, em 2015, no DLC de Rocksmith 2014 (2013). Os rappers Aesop Rock e Homeboy Sandman usaram demonstrações da canção em "Get A Dog", do EP Lice (2015), que foi produzido por Mike Shinoda.

### Versões de outros artistas
Uma das primeiras regravações de "One Step Closer" foi realizada pelo conjunto de rock cômico norte-americano Richard Cheese, que gravou um cover no gênero lounge para seu projeto Tuxicity (2002). As bandas britânicas de metalcore Asking Alexandria e Yashin realizaram ambas as suas próprias versões: a primeira apresentou ocasionalmente o refrão da faixa em seus concertos ao longo dos anos, enquanto a segunda regravou-a para seu EP Runaway Train (2012). A agrupação Motionless In White apresentou "One Step Closer" durante a sua turnê Apollo X Tour, sucedida no outono de 2015 em conjunto com a banda cristã The Devil Wears Prada. Eles a performaram novamente em 21 de julho de 2017, no Concrete Street Amphitheatre, em Corpus Christi, Texas, em tributo a Chester Bennington.

## Composição e recepção crítica
Uma canção "raivosa" e sobre frustramento, "One Step Closer" é derivada de nu metal e possui um andamento moderado e introduz-se com um riff de guitarra  e percussão eletrônica, seguidos por uma ponte com guitarras distorcidas, antes que Bennington entoe os versos de abertura. O refrão "gritado" contém uma progressão de acordes ao estilo de Muse, porém mais metálico, segundo o site da Sputnikmusic. A revista Rolling Stone notou a presença de toca-discos "rabiscados" na faixa e descreveu seu refrão como "no limite entre vulnerabilidade e raiva". Em "One Step Closer", o intérprete afirma encontrar "felicidade na ignorância", embora alguns versos revelem-no angustiado e impaciente ("Eu não aguento mais isto!" e "estou prestes a explodir"). De acordo com a partitura musical publicada por Universal Music Publishing Group, a obra foi composta no tom de dó menor com um ritmo de 94 batidas por minuto. Os vocais de Chester abrangem-se entre a nota de mi4 e sol5.
"One Step Closer" obteve uma recepção crítica ambivalente, em que alguns analistas elogiaram sua produção, enquanto outros a depreciaram, especialmente suas letras. Tom Connick, editor da revista NME, considerou-a parte do que foi responsável por adentrar "uma geração inteira em sons mais pesados" e "um ponto de entrada para uma cena de rock previamente fechada". Escrevendo para a base de dados AllMusic, Christian Genzel pontuou a obra com três entre cinco estrelas, dizendo que não é "significativamente mais cativante ou radiofônica" do que o resto do disco; por outro lado, acrescentou que se trata de "uma canção pop bem trabalhada que fica na sua cabeça [do ouvinte], mesmo que não crie muita fricção". Andy Cush da revista Spin chamou-a de "uma das canções assinatura" de Linkin Park. Matt Diehl opinou pela Rolling Stone que "Bennington e Shinoda muitas vezes escorregam em letras grudentas", citando "One Step Closer" como exemplo de canções em Hybrid Theory que não são boas "o suficiente". Depois da morte de Bennington, a mesma publicação incluiu o tema numa lista intitulada Linkin Park: 12 Canções Essenciais. Mais negativo em sua opinião, David Flaherty escreveu pelo jornal Herald Sun que não se pode "levar a sério" uma banda que se propõe a ser "agressiva" com o verso "Cala a boca quando eu estiver falando contigo".

## Desempenho comercial
Nos Estados Unidos, a primeira aparição de "One Step Closer" numa parada foi na Mainstream Rock Tracks, onde estreou na 40.ª posição durante a semana de 16 de setembro de 2000. Nas semanas seguintes, foi ascendendo cada vez mais no gráfico e, em 20 de janeiro de 2001, atingiu o seu pico na quarta colocação, permanecendo nesta até a contagem posterior. Antes de adentrar a principal parada do país, a Billboard Hot 100, listou-se na Bubbling Under Hot 100, a qual é uma extensão da mesma com vinte e cinco posições, e a faixa debutou na décima terceira em 16 de dezembro de 2000. Em 10 de fevereiro de 2001, a faixa estreou na Billboard Hot 100, atingindo a 81.ª colocação, sendo que três semanas depois conquistou a sua melhor posição, o 75.º posto. A obra também adentrou na Alternative Songs, que lista as canções mais tocadas nas rádios de rock moderno norte-americanas, obtendo o 5.º lugar como melhor. Após a morte de Chester Bennington, "One Step Closer", assim como outras do repertório da banda, posicionou-se na Hot Rock Songs, tendo pico no número 14 em 12 de agosto de 2017. Em 4 de agosto do mesmo ano, obteve uma certificação de platina por um milhão de cópias concedida pela Recording Industry Association of America (RIAA).
Na Austrália, debutou na 12.ª posição do ARIA Singles Chart na semana de 11 de fevereiro de 2001. Subiu para 9.ª na publicação seguinte, alcançando o seu ápice duas semanas depois, que foi o posto número 4. Voltou a fazer entrada na parada em 6 de agosto de 2017, no 49.ª lugar. A Australian Recording Industry Association (ARIA) concedeu ao single um disco de ouro pelas 35 mil cópias registradas no país. No Reino Unido, atingiu a posição vinte e quatro como melhor na UK Singles Chart, onde permaneceu por cinco edições. Recebeu certificado de prata pela British Phonographic Industry (BPI) em 21 de setembro de 2018.

## Videoclipe
O videoclipe de "One Step Closer" foi lançado na loja digital iTunes Store em 8 de janeiro de 2001. Foi disponibilizado no canal oficial de Linkin Park no YouTube em 5 de março de 2007. O material para o videoclipe seria retirado de parte de uma apresentação da faixa ao vivo ocorrida na boate The Roxy em 5 de setembro de 2000, entretanto, o projeto final acabou tendo a sua direção a cargo de Gregory Dark. O roteiro do vídeo — criado por Joe Hahn — foi filmado em Los Angeles, Califórnia, num túnel subterrâneo abandonado que fica ao lado de um hospital também abandonado. Nas filmagens, Scott Koziol substituiu o baixista da banda, Phoenix, que estava em turnê com The Snax. A obra foi descrita por Mike Shinoda como "muito verde e muito escura" e contou com um orçamento baixo. A sinopse começa com um grupo de amigos adolescentes passeando por um beco escuro. Dois deles (uma garota e um rapaz) seguem um homem estranho até uma porta que leva a uma sala escura e cheia de neblina onde a banda está tocando. Os integrantes, então, balançam suas cabeças simultaneamente em forma de coreografia, e a dupla, escondida, observa a cena atrás de um caixote. O vídeo mostra ainda figuras estranhas de monges que flutuam e fazem movimentos de artes marciais. Em dado momento, os jovens batem na caixa, chamando a atenção dos seres flutuantes, e fogem do local. Então, Chester Bennington começa a canta de cabeça para baixo, como se a gravidade estivesse invertida para ele. As cenas finais intercalam-se entre cada um dos monges, a apresentação da banda e o homem que surgiu no início.

## Faixas e formatos
| - CD single australiano e europeu 1. "One Step Closer" – 2:39 2. "My December" – 4:21 3. "High Voltage" – 3:45 | - Fita cassete / vinil do Reino Unido 1. "One Step Closer" – 2:39 2. "My December" – 4:21 |

## Paradas musicais
| Parada musical (2001)                                | Melhor posição |
| ---------------------------------------------------- | -------------- |
| Alemanha – Top 100 Single (GfK Entertainment Charts) | 32             |
| Austrália – Single Top 50 (ARIA)                     | 4              |
| Áustria – Singles Top 75 (Ö3 Austria Top 40)         | 38             |
| Estados Unidos – Billboard Hot 100                   | 75             |
| Estados Unidos – Alternative Songs (Billboard)       | 5              |
| Estados Unidos – Mainstream Rock Tracks (Billboard)  | 4              |
| Países Baixos – Single Top 100 (Dutch Charts)        | 57             |
| Polônia – Lista Przebojów Trójki (Polskie Radio)     | 16             |
| Reino Unido – UK Singles Chart (OCC)                 | 24             |
| Reino Unido – UK Rock Chart (OCC)                    | 3              |
| Suécia – Top 60 (Sverigetopplistan)                  | 46             |
| Suíça – Singles Top 100 (Schweizer Hitparade)        | 42             |

| Parada musical (2017)                                | Melhor posição |
| ---------------------------------------------------- | -------------- |
| Estados Unidos – Hot Rock Songs (Billboard)          | 14             |
| Portugal (AFP)                                       | 77             |
| República Tcheca – Singles Digitál Top 100 (IFPI ČR) | 75             |

## Certificações
| Austrália (ARIA) | Ouro       | 35 000^    |
| Dinamarca (IFPI Dinamarca)                                                                                                  | Ouro       | 45 000‡    |
| Estados Unidos (RIAA) | Platina    | 1 000 000‡ |
| Espanha (PROMUSICAE) | Ouro       | 30 000‡    |
| Itália (FIMI) | Ouro       | 35 000‡    |
| Portugal (AFP) | 2× Platina | 20 000‡    |
| Reino Unido (BPI) | Platina    | 600 000‡   |
| ^ Certificação baseada somente no varejo ‡ Número de vendas + streamings definido com base apenas no nível de certificação. |            |            |